# Художник і Смерть
Худо́жник і Сме́рть — маловідомий твір голландського художника на Пітера ван Лара на тему «Пам'ятай про смерть».

## Засвоєння уроків Караваджо

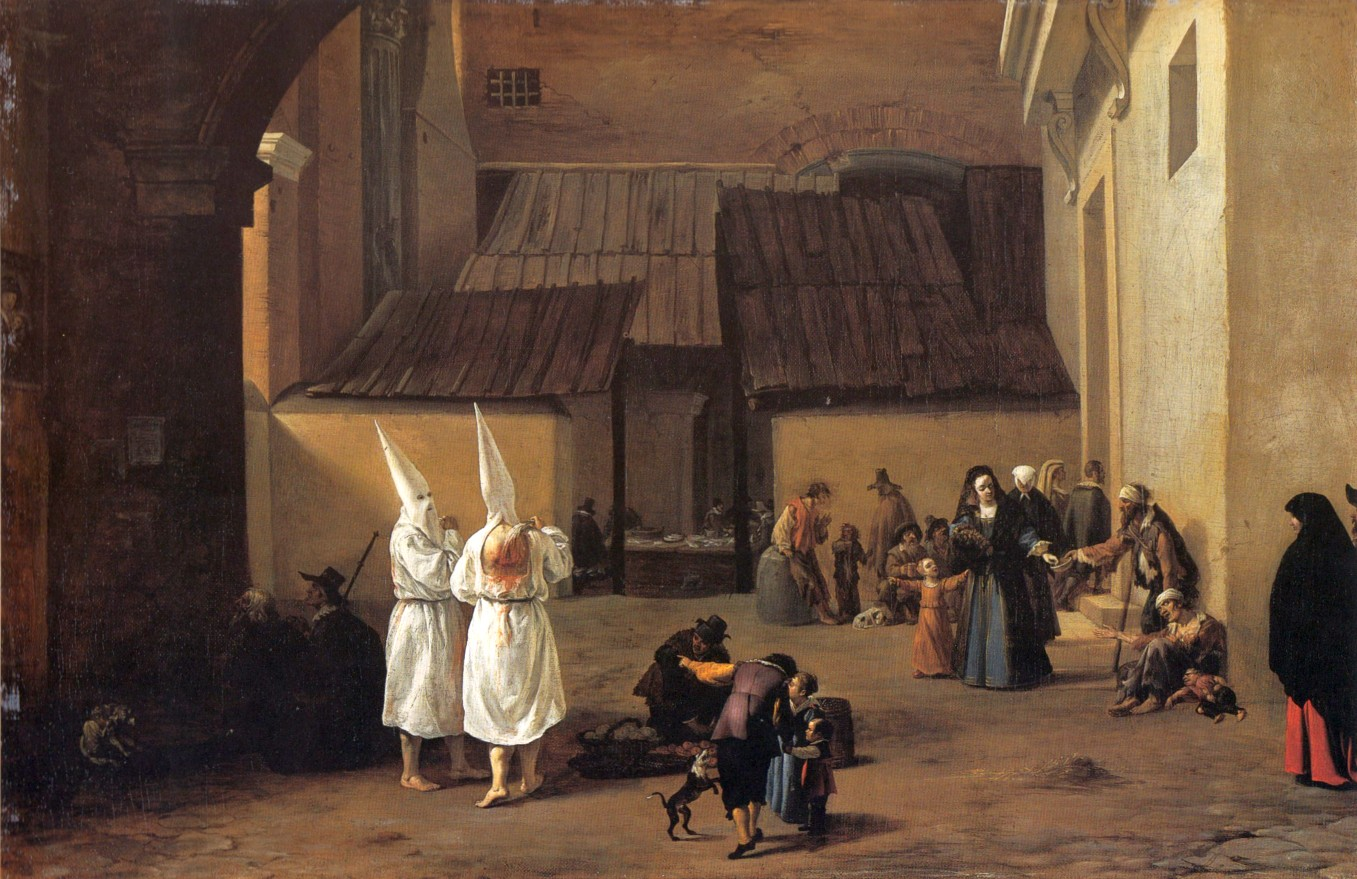
Пітер ван Лар. «Флагелланти», 1635 р.

Вже в Італії палкі прихильники мистецтва звинувачували Пітера ван Лара в неакадемічності його картин. Він щоразу удавався до створення невеликих жанрових сценок, побачених на шляхах чи в передмістях Риму. Ці картини мали попит через незвичність, через свіжий погляд на реальність, яку впритул не помічало офіційне мистецтво і його творці — П'єтро да Кортона, Гверчіно, Бартоломео Манфреді. Персонажі картин ван Лара далекі від драм — вони дають милостиню, купують випічку, пояснюють дітям, за що б'ють себе до крові флагеланти, тихо спілкуються або відпочивають поблизу руїн, яких було забагато в тодішній Італії. Колекціонерам були байдужі пихаті зауваження академіків і художник мав на що жити на чужині.
Але він розумів, що Рим — це небачена у світі школа мистецтва. Адже тому, хто не цікавиться мистецтвом, нема чого робити в Італії. Він ретельно вивчав твори попередників і не міг пройти байдуже, мимохідь картин Караваджо — відомого авторитету художників демократичного спрямування. Свої спроби засвоїти знахідки Караваджо зробив і Пітер ван Лар. Так виник задум полотна «Художник і Смерть».

## Опис твору
На темному тлі впадають у око речі, щільно розставлені на кам'яній брилі. Серед них — старі, затерті книги, аркуш з нотним записом, погашена свічка, посуд і череп. Усі ознаки натюрморту теми «Марнота марнот». Але неакадемічний Пітер ван Лар неакадемічний і тут. Він підсилив драматичний сюжет загрозливими руками Смерті і обличчям молодика, переляканого несподіваною зустріччю з власною загибеллю. Обличчя, спотворене жахом і криком відчаю, деталь багатьох трагічних картин Караваджо — і чим дорослішим стає Караваджо, тим більше приводів для жаху мають персонажі його картин. Ще не викликає співчуття крик юнака, якого вкусила ящірка. Перекошене від болю і жаху і обличчя у Медузи-Горгони, голова якої щойно відрубана героєм і струменить кров. Але важко не співчувати хлопцю, що мимоволі став свідком жорстокого убивства в картині «Мученицька смерть Св. Матвія» і що несамовито кричить, сповіщаючи світові про смерть ще однієї людини. Автопортрет на картині Пітера ван Лара — цілком споріднений з найкращими персонажами найдраматичніщих композицій найкращого з митців італійського мистецтва початку 17 століття.

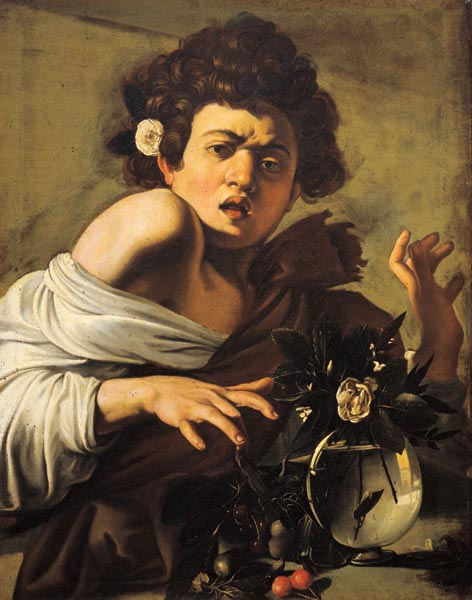
Караваджо. Юнак, якого вкусила ящірка
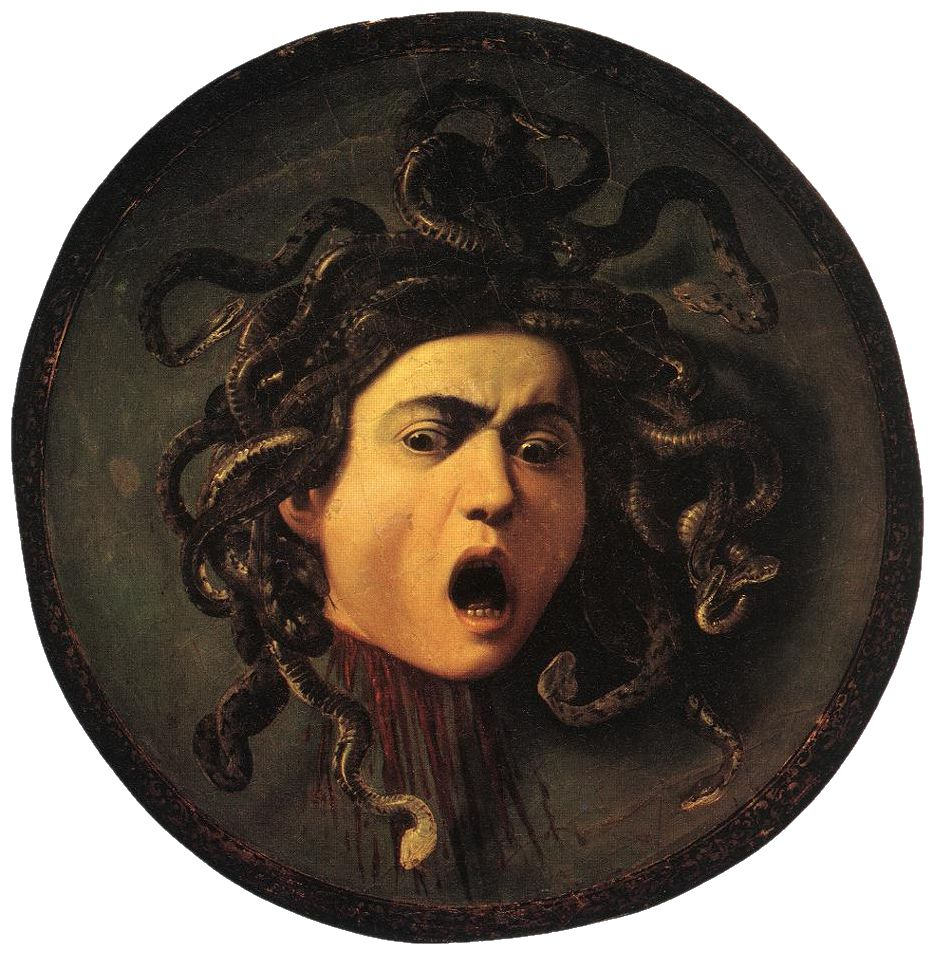
Караваджо. «Медуза-Горгона», Уффіці
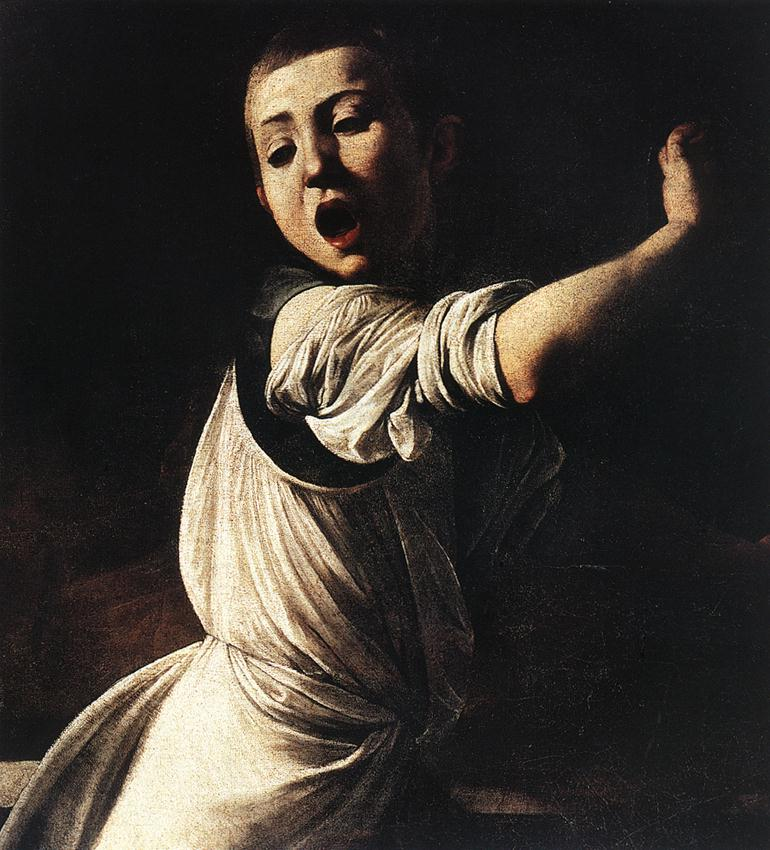
Караваджо. Мучеництво святого Матвія